# 张建功
张建功（1877年—？），字鸿勋，河南清丰人，中华民国军事将领，属于皖系。

## 生平
1916年2月25日，政事堂奉策令，任命张建功为陆军第二十师步兵第四十旅旅长，孙积孚为陆军第二十师步兵第四十旅第七十九团团长。1918年3月2日，大总统令任命孙积孚为陆军第二十师步兵第四十旅旅长，回富兴为陆军第二十师步兵第七十九团团长。1924年5月23日，张建功获授将军府固威将军。